# Borbás Dorka
Borbás Dorka (Budapest, 1967. május 14. –) magyar üvegtervező művész, designer.

## Életútja
1967-ben született művészcsaládban. A Képző- és Iparművészeti Szakközépiskolában érettségizett kerámia-porcelán szakon, majd az akkori Iparművészeti Főiskolára (ma MOME) egyből felvételt nyerve, üveg/szilikát szakon diplomázott 1990-ben. Az egyetemen mesterei Bohus Zoltán és Horváth Márton voltak. Változatos megbízásai által szakmailag folyamatosan képzi magát. Kreativitását elméleti szinten is kiéli: több mint 3 évtizede menedzseli férje, Lukácsi László üvegszobrász nemzetközi pályafutását, ezért posztgraduálisan elvégezte a MOME művészetmanagment szakát, majd részt vett az Art is Business Vállalati műgyűjtemény-építésről szóló továbbképzését is.

## Munkássága
Az exkluzív üvegdíjaktól, az építészeti üvegmegrendeléseken át a köztéri szobrokig terjed. Stílusában és felhasznált technológiáiban sokoldalú, játékos. Művészi hitvallása szerint nagy tisztelettel fordul a múlt klasszikusai, a mívesség felé – miközben szakmailag folyamatosan kísérletezik, bátran újít, ötvözi a tradíciót és innovációt.
Gyakran nyúl az üveg mellett idegen alapanyagokhoz is, így dolgozott már betonnal, fával, fémmel, kővel is. Technológiák tekintetében pedig a klasszikus mozaiktól, homokfúvástól kiindulva a casting, az üvegrogyasztás, gravírozás, festés, nyomtatás, vizesvágás, 3D marás és ledjáték stb területein is alkot. Megbízásait konkrét megkeresések, pályázatok és ösztöndíjak útján nyeri el.
Az utóbbi évtizedben pályafutása egyre erőteljesebben mutat a nagyméretű, köztéri installációk felé – tematikus vagy dekoratív jelleggel.

## Tagságok – Társadalmi szerepvállalások
- MAOE – Magyar Alkotóművészek Országos Egyesülete (1991-2020)
- MÜT – Magyar Üvegművészeti Társaság (1998-2021)
- MKISZ – Magyar Képzőművészet és Iparművészek Szövetsége (1991-2019)
- MÜT elnöke (2000-2002)
- Vivat Europa Kulturális Egyesület alelnöke (2001-2009)
- MKISZ szakosztály vezetője (2003-2005)
- MÜT vezetőségi tag (2016-2019)
- Völgylakók Egyesületének elnökhelyettese (2018- helyi és kulturális érdekképviselet)
- Kozma Lajos Ösztöndíj Bizottság zsűritagság (2021-)
- MMA – Nem Akadémikusi Köztestület (2022-)

## Publikációk
- Borbás Tibor (művészeti album, 2002)
- Lukácsi László (művészeti album, 2012)
- Pár-Pár (beszélgetések művészpárokkal; folyamatban)

## Családja
Édesapja Borbás Tibor Munkácsy- és Aranydiploma-díjas szobrászművész. Édesanyja B. Forgó Margit, a Szépművészeti Múzeum volt festőrestaurátora. Öccse, Borbás Márton szobrászművész. Férje, Lukácsi László többszörösen díjazott, nemzetközileg elismert üvegszobrász. Lányuk, Lukácsi Liza-Blanka média-designer szakon végzett, kliprendezőként, fotósként, látványtervezőként dolgozik. Fiuk, Lukácsi Márk Boldizsár (eredetileg válogatott floorball-versenyző) Édesapja műtermében dolgozik, de saját üvegművész pályafutása is elindult. Dédnagyapja Borbás Gáspár magyar válogatott labdarúgó.

## Nagyobb közületi megbízások
- Előtető-rekonstrukció (20nm) (Farkasréti Templom, Budapest)
- Építészeti- és belsőépítészeti üvegek (Boldog Meszlényi Zoltán Katolikus Templom, Budapest)
- Programozott ledvilágításos térelválasztó üvegfal (6nm) (PIK-Kultúrház, Budapest (NKA))
- Üvegmozaik restaurálás (csapatmunka) (Magyar Nemzeti Bank, Budapest)
- Üvegkupola (40nm) (Budapest Bank, Vörösmarty tér, Budapest)
- Üvegkupola (9nm) (Szalontay Kiadó, Budapest)
- Lépcsőházi üvegablakok (27nm) (collab.: Fűri Judit; Xantus János Középiskola, Budapest)
- Előtető (6nm) (Budapesti Kanadai Követség, Budapest)
- Festett ólomüveg üvegablakok (12nm) (collab.: Fűri Judit; Katolikus Templom, Eger)
- Urnatemető üvegfalai (15nm) (Kelenföldi Evangélikus Templom, Budapest (NKA))
- Oltárablak-relief (2nm) (Kárpát Haza Templom, Verőce)
- Recepciós-és bárkupolák (2x6nm) (Hotel Kapitány, Sümeg)
- Pajzslámpa-sorozat (Hotel Kapitány, Sümeg)

## Köztéri művei
- Oltárablak-relief (Verőce, 2010)
- Dunakanyar-fal ledvilágítással (6nm; Pilismarót, 2013)
- Csik Ferenc (Keszthely, 2014)
- Boldog Meszlényi Zoltán-templom: Üvegablakok I.-II. (Budapest, 2014)
- Testvérvárosok Könyve (Tata, 2015)
- Ujjlenyomat verssel (2x2 m, Dabas, 2016)[9]
- 1956-os köztéri emlékmű (Remeteszőlős, 2017)
- Pillangó-installáció (Budapest, 2017)
- Üvegernyős buszmegálló (átmlrő: 6 m; Tata, 2017)
- Kiskakas Félkrajcára (átmérő: 2 m; Dombóvár, 2018)
- I. világháborús emlékmű (Tinnye, 2018)
- OrigO (Piliscsaba, 2018)
- A Szent Lajos-templom üvegablakai I. (Eger, 2019)
- Covid-emlékmű (átmérő: 1,5 m; Pécs, 2021)
- Utolsó Vacsora üvegrelief-trypichon (2022)
- Petőfi-emlékmű (Remeteszőlős, 2023)
- Pannon Egyetem köztéri üveginstallációja (Veszprém, 2023)

## Közgyűjteményben található munkák
- Róth Miksa Múzeum / Tiroli fiú (restaurálás)
- Iparművészeti Múzeum / Ecet-olajtartók (rekonstrukciók)
- Veszprémi Múzeum / Z. Gács: Páva (restaurálás)
- Pilismaróti Polgármesteri Hivatal / Falucímer (mozaik)
- MAOE – Szigligeti Alkotóház / Művész és Múzsái (mozaikkép)
- Budai Gyermekrendelő / Gyöngyteknőc (mozaikkép)
- Laczkó Dezső Múzeum / Töredék (mozaikkép), Háromkirályok (relief)
- Tihanyi Apátság / Iniciálé’S (mozaikkép)
- HungarIKON gyűjtemény (Bibó-installáció)

## Kiállítások
Lásd: 

## Díjai és kitüntetései
- MAOE ösztöndíj (2001)
- NKA alkotói ösztöndíj (2006, 2016, 2020)
- MOME-Line II-díj (2011)
- Telenor pályázat II-díj (2011)
- '56-os tender III-díj (2016, Genf)
- CEWE könyv – zsűri különdíj (2018)
- MMA alkotói ösztöndíj (2019)
- MANK Összetartozás emlékmű II.hely (2020)
- PUBLIC-ART (IX.ker Covid-installáció) II-hely (2020)
- Ferenczy Noémi-díj (2021)[12]
- Pest-megyei PRÍMA-díj (2024)[13]